# 로베르토 캄마렐레
로베르토 캄마렐레(이탈리아어: Roberto Cammarelle, 1980년 7월 30일~)는 이탈리아의 권투 선수이다. 올림픽에 3회 참가하여 2004년 하계 올림픽에서 동메달을 획득했고, 2008년과 2012년 하계 올림픽에서는 결승에 진출하여 금메달과 은메달을 획득했다. 2012년 올림픽 당시 그는 결승에서 개최국 영국의 앤서니 조슈아에게 판정패를 당했으며, 이 판정은 편파라는 주장으로 인해 논쟁이 되었다. 또한 세계 선수권 대회에서 금메달 2개, 동메달 2개를 획득했다.

## 경력
밀라노에서 안젤로 캄마렐레와 조반나 카라파 부부의 아들로 태어났으며, 치니셀로발사모에서 성장했다. 11세 때 권투를 시작했고, 1995년에 이탈리아 유소년 권투 선수권 대회에서 우승을 차지하며 두각을 드러냈다. 1997년에 이탈리아 청소년 국가대표로 발탁되었으며, 12월 그리스 테살로니키에서 열린 알렉산드리아 주니어 토너먼트에 참가하여 준우승을 차지했다. 1998년에는 처음으로 성인 국가대표로 발탁되었고 4월에 폴란드 비드고슈치에서 열린 가제타 포모르스카 토너먼트를 통해 처음으로 성인 국제 대회에 출전했다. 그는 우크라이나의 안드리 자다친의 뒤를 이어 준우승을 차지했다. 
1998년 11월에는 아르헨티나 부에노스아이레스에서 열린 1998년 세계 주니어 선수권 대회에 참가했으며, 첫 상대인 독일의 슈테펜 크레치만에게 패하며 탈락했다. 2000년 이탈리아 국가경찰의 스포츠팀인 피암메 오로에 입단했으며, 그 해 3월에 독일 할레에서 열린 케미포칼에서 아제르바이잔의 마고메트 아리프가지예프의 뒤를 이어 준우승을 차지했다. 2001년 2월에 불가리아의 플로브디프에서 열린 스트란자컵에서 동메달을 획득했고, 3월에 나폴리에서 열린 토르페오 이탈리아 국제 대회에서 동메달을 획득했다. 이듬해인 2002년 6월 그리스 아테네에서 열린 아크로폴리스컵에서 덴마크의 클라우스 베르티노를 꺾고 우승했고, 7월에 러시아 페름에서 열린 2002년 유럽 선수권 대회에 참가하여 개최국 러시아의 알렉산드르 포벳킨의 뒤를 이어 은메달을 획득했다. 이후 9월에는 아일랜드 커라흐에서 열린 2002년 세계 군인 선수권 대회에 참가하여 독일의 제바스티안 쾨버의 뒤를 이어 준우승을 차지했다. 2003년 2월에는 플로브디프에서 열린 스트란자컵에서 우즈베키스탄의 루스탐 사이도프를 누르고 우승했으며, 3월에는 할레에서 열린 케미포칼에서 독일의 쾨버를 꺾고 우승을 차지했다.
2004년 2월 크로아티아의 풀라에서 열린 유럽 선수권 대회에서 지난 대회 우승자인 포벳킨의 뒤를 이어 다시 한 번 은메달을 획득했으며, 5월에는 리투아니아의 카우나스에서 열린 알기르다스 쇼치카스 토너먼트에서 야로슬라바스 약슈토를 누르고 우승을 차지했다. 이후 2004년 하계 올림픽 대비 평가전을 겸한 아크로폴리스컵에 참가하여 쿠바의 미켈 로페스 누녜스를 꺾고 우승을 차지했다. 같은 해 6월에는 스페인 마드리드에서 열린 2004년 유럽 연합 선수권 대회에 참가하여 폴란드의 마리우시 바흐를 꺾으며 우승을 차지했다. 그 해 8월에는 그리스 아테네에서 열린 2004년 하계 올림픽에 참가하여 올림픽에 처음으로 출전했다. 그는 나이지리아의 그벵가 올루쿤과 우크라이나의 올렉시 마지킨을 꺾었으며 준결승에서 유럽 선수권 대회에서 2회 패한 러시아의 포벳킨에게 19-31로 패하여 동메달을 획득했다. 10월에는 미국 포트후아추카에서 열린 2004년 세계 군인 선수권 대회에서 크레치만을 누르고 우승을 차지했다.
2005년 6월에는 이탈리아 칼리아리에서 열린 2005년 유럽 연합 선수권 대회에 참가하여 불가리아의 쿠브라트 풀레프를 꺾으며 우승을 차지했으며, 7월에는 스페인 알메리아에서 열린 2005년 지중해 게임에서 프랑스의 모하메드 사무디를 꺾고 금메달을 획득했다. 같은 해 11월에 중국 몐양에서 열린 2005년 세계 선수권 대회에서 풀레프와 함께 동메달을 획득했다. 